# عقد 1920
| 1920 \| 1921 \| 1922 \| 1923 \| 1924 \| 1925 \| 1926 \| 1927 \| 1928 \| 1929 |

بدأ هذا العقد من 1 يناير 1920 إلى 31 ديسمبر 1929. وهو العقد الثالث من القرن 20. وكثيرا ما يشار إليه في أمريكا الشمالية باسم «العشرينيات الهادرة» أو «عصر الجاز»، بينما في أوروبا يُشار إلى هذه الفترة أحيانًا باسم "العشرينيات السعيدة [الإنجليزية]" بسبب الازدهار الاقتصادي الذي أعقب الحرب العالمية الأولى. ويشير الفرنسيون إلى هذه الفترة باسم «السنوات المجنونة» (Années folles). التي أكدت على عصر الديناميكية الاجتماعية والفنية والثقافية.
كان الازدهار الاقتصادي الذي شهدته العديد من الدول خلال هذا العقد (وخاصة الولايات المتحدة) متشابهًا مع التي شهدتها في الخمسينيات والتسعينيات. كل فترة من الازدهار كانت نتيجة لتحول النموذج الفكري في شؤون العالم. فالتحولات التي جرت في العشرينيات والخمسينيات والتسعينيات كانت جزء من نتائج الحرب العالمية الأولى والإنفلونزا الإسبانية والحرب العالمية الثانية والحرب الباردة على التوالي.
وفي ذات العقد بدأت شركات النفط الأجنبية عملياتها في جميع أنحاء أمريكا الجنوبية. فأصبحت فنزويلا ثاني أكبر دولة منتجة للنفط في العالم.
شهدت بعض البلدان في هذا العقد صعود الحركات السياسية الراديكالية، خاصة في المناطق التي كانت ذات يوم جزءا من إمبراطوريات. فالشيوعية انتشرت بعد ثورة أكتوبر وانتصار البلاشفة في الحرب الأهلية الروسية. ولكن الخوف من انتشارها أدى إلى ظهور الحركات السياسية والفاشية من أقصى اليمين في أوروبا. وكذلك ساهمت المشاكل الاقتصادية بظهور الدكتاتورية في أوروبا الشرقية والبلقان لتشمل يوزف بيوسودسكي في الجمهورية البولندية الثانية، وبيتر الأول وألكسندر كاراكوريفيتش في مملكة يوغوسلافيا.
ينظر بشكل عام إلى انهيار وول ستريت المدمر في أكتوبر 1929 بأنه علامة نهاية ازدهار العشرينيات في أمريكا الشمالية وأوروبا.

## التاريخ الاجتماعي
ظهرت في حقبة العشرينيات الهادرة عدة اتجاهات اجتماعية وثقافية مرئية جديدة. وأصبحت تلك الاتجاهات ممكنة بفضل الرخاء الاقتصادي الثابت وتجلت بوضوح في المدن الكبيرة مثل نيويورك وشيكاغو وباريس وبرلين ولندن. وازدهرت موسيقى الجاز، ووصل الفن الزخرفي ذروته. أما بالنسبة للنساء فقد أصبحت التنانير والفساتين بطول الركبة مقبولة اجتماعيًا، كما كان الشعر قصير ومتموج. وكثيرا ما يشار إلى النساء اللواتي كن رائدات في هذا الاتجاه بلقب زعانف.
وانتشر في هذا العقد اقتناء السيارات والهواتف والصور المتحركة والراديو وتوفرت الكهرباء في معظم المنازل، فضلاً عن النمو الصناعي غير المسبوق، وازداد الطلب الإستهلاكي، وظهرت تغيرات كبيرة في نمط الحياة والثقافة. وبدأت وسائل الإعلام في التركيز على المشاهير وخاصة أبطال الرياضة ونجوم السينما. وبنيت ملاعب البيسبول الكبيرة في المدن الأمريكية الرئيسية، بالإضافة إلى دور السينما الفخمة.
- استمرت حركة حق النساء في التصويت في تحقيق مكاسبها حيث نالت النساء على حقوق التصويت الكاملة في نيوزيلندا (1893) ودوقية فنلندا الكبرى (1906) والدنمارك (1915) والمملكة المتحدة سنة 1918 (النساء فوق الثلاثين) ومنح حق التصويت الكامل سنة 1928. وفي الولايات المتحدة سنة 1920.

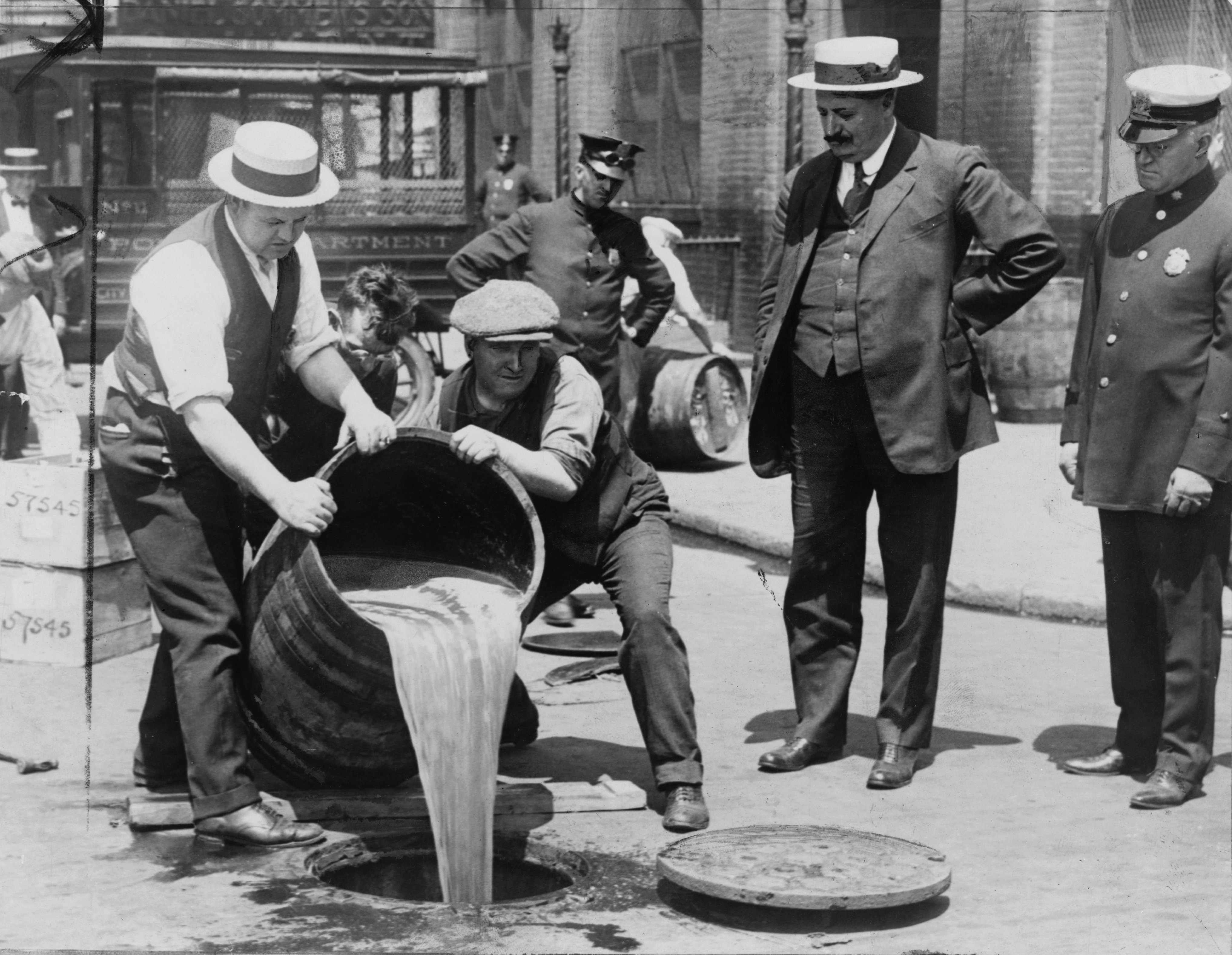
افراغ عملاء حظر الكحول براميل الخمور.

- البدء بحظر الكحول في الولايات المتحدة يوم 16 يناير 1919 بالتصديق على التعديل الثامن عشر لدستور الولايات المتحدة والذي بدأ سريانه من 17 يناير 1920، واستمر طوال عقد العشرينيات حتى ألغي الحظر سنة 1933. وتحولت الجريمة المنظمة إلى تهريب وتعبئة الخمور بقيادة شخصيات مثل آل كابوني زعيم مافيا شيكاغو.
- وضع قانون الهجرة لسنة 1924 قيودًا على الهجرة إلى الولايات المتحدة. ففرضت الحصص الوطنية قيوداً على معظم جنسيات شرق وجنوب أوروبا، وفرضت المزيد من الحظر على الهجرة من شرق آسيا والهنود والأفارقة، ووضعت لوائح معتدلة على جنسيات جنوب نصف الكرة الغربي (أمريكا اللاتينية).
- الجيل الضائع (الذي تميز بخيبة الأمل) هو الاسم الذي أطلقته جيرترود شتاين على الكتاب والشعراء والفنانين الأمريكيين الذين عاشوا في أوروبا في عقد العشرينيات. من أشهر أعضاء الجيل الضائع كول بورتر وجيرالد ميرفي وباتريك هنري بروس ووالدو بيرس وإرنست همنغواي وإف سكوت فيتزجيرالد وزوجته زيلدا فيتزجيرالد وعزرا باوند وجون دوس باسوس وشيروود أندرسون.
- بلغت عضوية منظمة كو كلوكس كلان ذروتها أوائل عشرينيات القرن 20 حيث بلغ أعضائها مابين أربعة وخمسة ملايين عضو (بعد ظهورها مرة أخرى في 1915). لكنها سرعان ما انخفض أتباعها إلى حوالي 30 ألف عضو سنة 1930.[5]

## السياسة والحروب

### الحروب
- حرب الاستقلال التركية
  - الحرب التركية اليونانية (مايو 1919 – أكتوبر 1922)
  - الحرب التركية الأرمنية (سبتمبر – ديسمبر 1920)
  - الحرب التركية الفرنسية (ديسمبر 1918 – أكتوبر 1921)
  - الثورات الداخلية اثناء حرب الاستقلال التركية [الإنجليزية] (1919 – 1923)
- حروب توحيد السعودية
  - سقوط حائل (1903 – 1921)
  - الحرب النجدية الكويتية (1919 – 1920)
  - الحرب النجدية الحجازية (1919 – 1925)
  - الحرب النجدية-شرق الأردن (1922 – 1924)
- الحرب البولندية السوفيتية (فبراير 1919 – مارس 1922)
- حرب الاستقلال الأيرلندية (يناير 1919 – يوليو 1921)

### نزاعات داخلية
- الحرب الأهلية الأيرلندية (28 يونيو 1922 – 24 مايو 1923)
- الحرب الأهلية الصينية (المرحلة الأولى 1927-1936)

### انهاء الاستعمار والاستقلال

انشاء اتحاد الجمهوريات الاشتراكية السوفياتية (الاتحاد السوفياتي) سنة 1922.

- نالت الدولة الأيرلندية الحرة استقلالها من المملكة المتحدة سنة 1922.
- أصبحت المملكة المصرية دولة مستقلة رسميا بعد إعلان 1922، ومع ذلك فإنها لم تزل تحت النفوذ العسكري والسياسي للإمبراطورية البريطانية.

### أحداث وتغييرات سياسية
- صعود الحركات السياسية المتطرفة مثل الشيوعية والفاشية، وسط الاضطراب الاقتصادي والسياسي بعد الحرب العالمية الأولى وبعد انهيار سوق الأسهم.
- توقيع ميثاق كيلوغ برييان لإنهاء الحروب.
- نزاع مسلح كبير في أيرلندا بدأ بحرب الاستقلال (1919-1921) الذي أدى إلى استقلال أيرلندا سنة 1922. ثم تلاها الحرب الأهلية (1922-1923).
- نشأة اتحاد الجمهوريات الاشتراكية السوفياتية (الاتحاد السوفياتي) سنة 1922.
- أصبح زعيم الحزب الوطني الفاشي بينيتو موسوليني رئيسًا لوزراء إيطاليا، وبعدها بفترة قصيرة أنشأ أول حكومة فاشية في العالم. فأسس النظام الفاشي دولة شمولية قادها الديكتاتور موسوليني. فأعاد هذا النظام العلاقات الجيدة بين الكنيسة الكاثوليكية الرومانية وإيطاليا باتفاقية لاتران التي أنشأت مدينة الفاتيكان. وسعى النظام الفاشستي إلى تطبيق أجندة توسعية عدوانية في أوروبا مثل الغارة على جزيرة كورفو اليونانية سنة 1923، والضغط على ألبانيا لتكون محمية إيطالية بحكم الواقع في منتصف العشرينيات، وله أهداف إقليمية في منطقة دالماسيا في يوغوسلافيا.
- عانت في جمهورية فايمار الألمانية من أزمة اقتصادية في أوائل عقد العشرينيات وتضخمت العملة سنة 1923. ثم من 1923 إلى 1925 استولت القوات العسكرية للجمهورية الفرنسية الثالثة وبلجيكا على الرور، وهي منطقة صناعية ألمانية، وذلك بسبب عدم استطاعة جمهورية فايمار متمثلة برئاسة المستشارية فيلهلم كونو دفع تعويضات الحرب العالمية الأولى. فحاول حزب العمال الألماني الاشتراكي الضعيف الذي شكل مؤخرًا (والذي عرف باسم الحزب النازي) بقيادة أدولف هتلر انقلابًا فاشلا ضد الحكومتين البافارية والألمانية في قاعة بير هول عام 1923. فسجن هتلر لفترة عام واحد في السجن حيث ألّف كتابه كفاحي.
- اضراب بريطانيا العام 1926 [الإنجليزية]
- حرب الاستقلال التركية (1919-1923).
- انقلاب بريمو دي ريفيرا في إسبانيا (1923).
- أنتهاء حكم أحمد ميرزا القاجاري آخر الملوك القاجاريون في بلاد فارس على يد رضا بهلوي أول ملوك الأسرة البهلوية التي هي آخر الأسر الحاكمة لإيران (1925).
- الحرب الأهلية الصينية (1927-1937).

## اقتصاديا

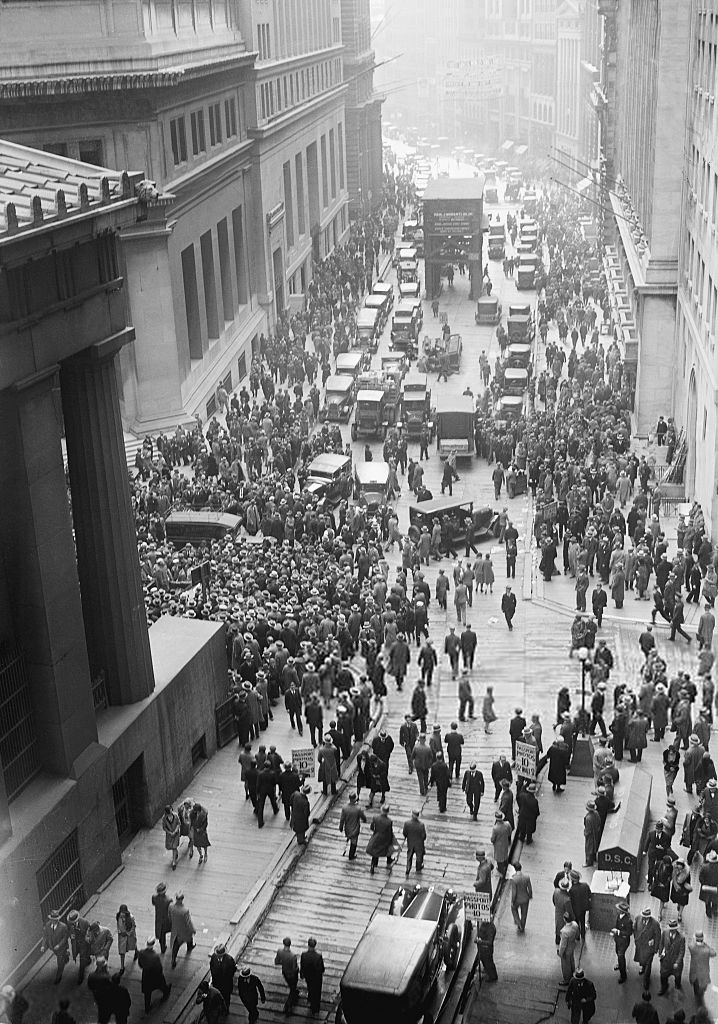
حشود مجتمعة بعد انهيار وول ستريت (1929)

- انتهت الطفرة الاقتصادية بـ «الثلاثاء الأسود» (29 أكتوبر 1929)؛ فانهار السوق المالي مما أدى إلى الكساد الكبير. بدأ السوق بالفعل في الانخفاض يوم الخميس 24 أكتوبر 1929، واستمر الانخفاض حتى الانهيار الكبير يوم الثلاثاء 29 أكتوبر 1929.
- أنشئ البلاشفة السياسة الاقتصادية الجديدة في جمهورية روسيا الاتحادية الاشتراكية السوفيتية، حتى حلت محلها الخطة الخمسية الأولى في 1928.
- خطة دوز التي استمرت من سنة 1924 حتى 1928.
- كان متوسط التضخم السنوي للعقد صفرًا تقريبًا، لكن السنوات الفردية تراوحت من نسبة عالية بلغت 3,47٪ سنة 1925 إلى انكماش -11٪ سنة 1921.[6]

مؤشر داو جونز الصناعي سنوات 1928–1930

## كوارث
- ضرب زلزال كانتو الكبير البر الرئيسي لجزيرة هونشو اليابانية يوم 1 سبتمبر 1923 بقوة 7.9 درجة على مقياس درجة العزم.

## اغتيالات
- اغتيال بانشو فيا أحد جنرالات الثورة المكسيكية على يد مجموعة اغتيال من سبعة أشخاص يوم 23 يوليو 1923

## علوم وتقنية

### تقنية
- بعد اختراع كارل فرديناند براون لأنبوب شعاع الكاثود (CRT) سنة 1897. توج بانتاجه تجاريا بدءا من سنة 1922.
- اخترع جون لوجي بيرد أول نظام تلفزيون ميكانيكي في سنة 1925. وفي سنة 1929 اخترع وعرض أول تلفزيون ملون.
- اخترع كلارينس بيردساي طريقة لتجميد الطعام سنة 1925.
- بدأت شركات التسجيلات (مثل فيكتور وبرونسويك وكولومبيا) بعملية تسجيل كهربائية على لوحات الفونوغراف الخاصة بهم سنة 1925 (طورتها شركة ويسترن إلكتريك) مما أدى إلى تسجيلات أكثر واقعية.
- أنتجت شركة وارنر برذرز أول فيلم له موسيقى تصويرية دون خوان سنة 1926، تلاه أول فيلم ناطق جزئيا مغني الجاز سنة 1927، ثم أول فيلم ناطق أضواء نيويورك سنة 1928، وكان فيلم (On with the Show) أول فيلم ناطق وملون سنة 1929. فبدأت الأفلام الصامتة تفسح المجال للأفلام الناطقة. وبحلول 1936 كانت مرحلة الانتقالية انتهت بآخر الأفلام الصامتة وهو فيلم الأزمنة الحديثة لشابلن.
- أطلق روبرت غودارد أول صاروخ ذو وقود سائل من اختراعه سنة 1926
- أحدث هارولد ستيفن بلاك ثورة في مجال الإلكترونيات التطبيقية من خلال اختراع مضخم التعليقات السلبية سنة 1927.
- اخترع جاكوب شيك أول مكينة حلاقة كهربائية سنة 1928.

روبرت غودارد ومعه صاروخه 1926
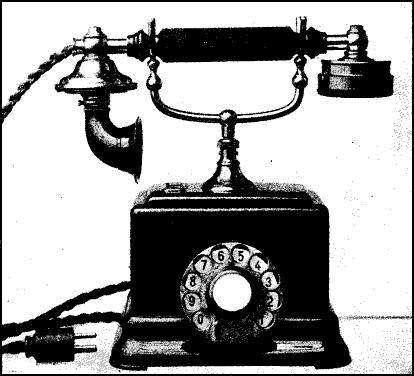
تلفونات عقد 1920
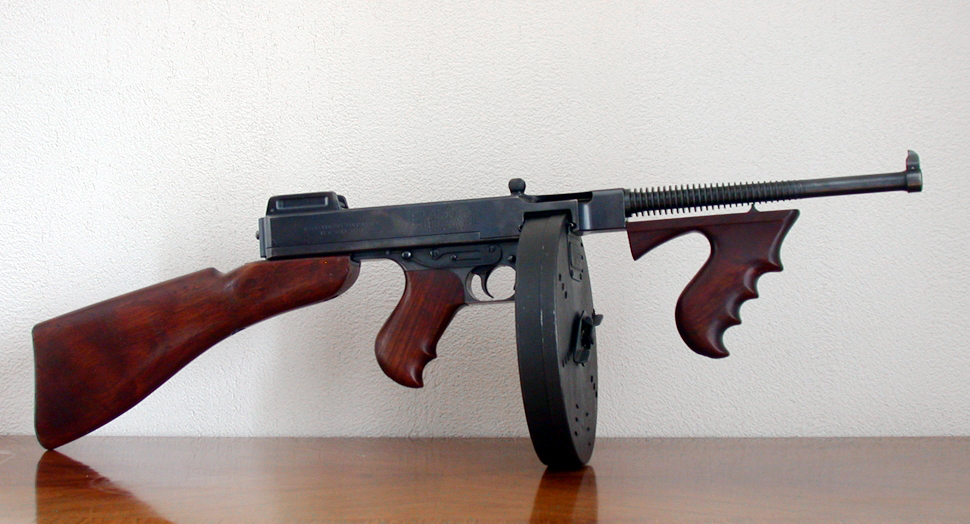
رشاش تومسون M1 (طراز 1921)

### علوم
- فتح هوارد كارتر ضريح مقبرة الملك توت عنخ آمون بالقرب من الأقصر مصر 1922.
- تمكن تشارلز لندبرغ من الطيران عبر الأطلسي من نيويورك إلى باريس منفردا (20–21 مايو 1927).
- اكتشف ألكسندر فلمنج سنة 1928 المضاد الحيوي الشهير البنسلين.

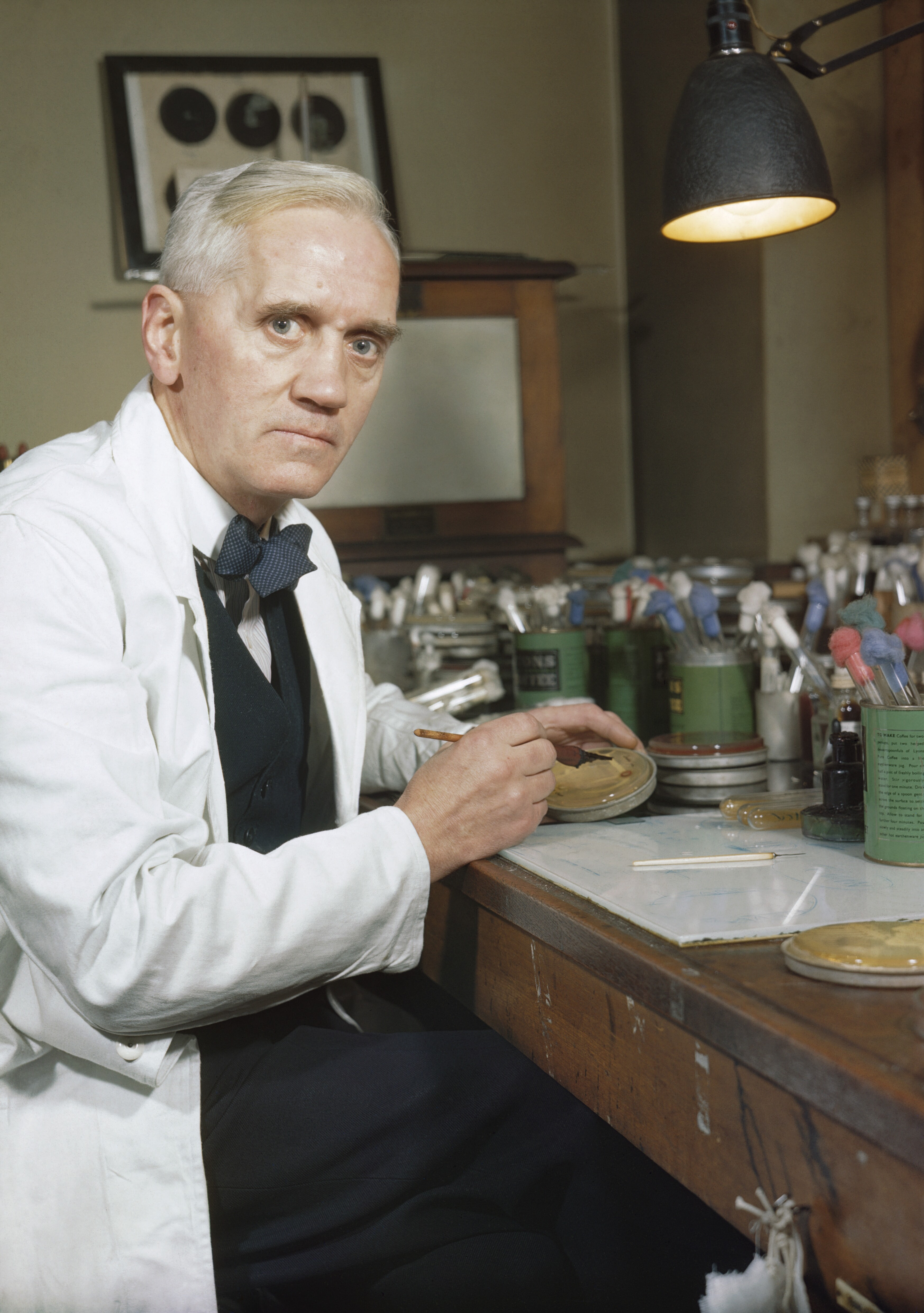
اكتشاف ألكسندر فلمنج سنة 1928 المضاد الحيوي الشهير البنسلين
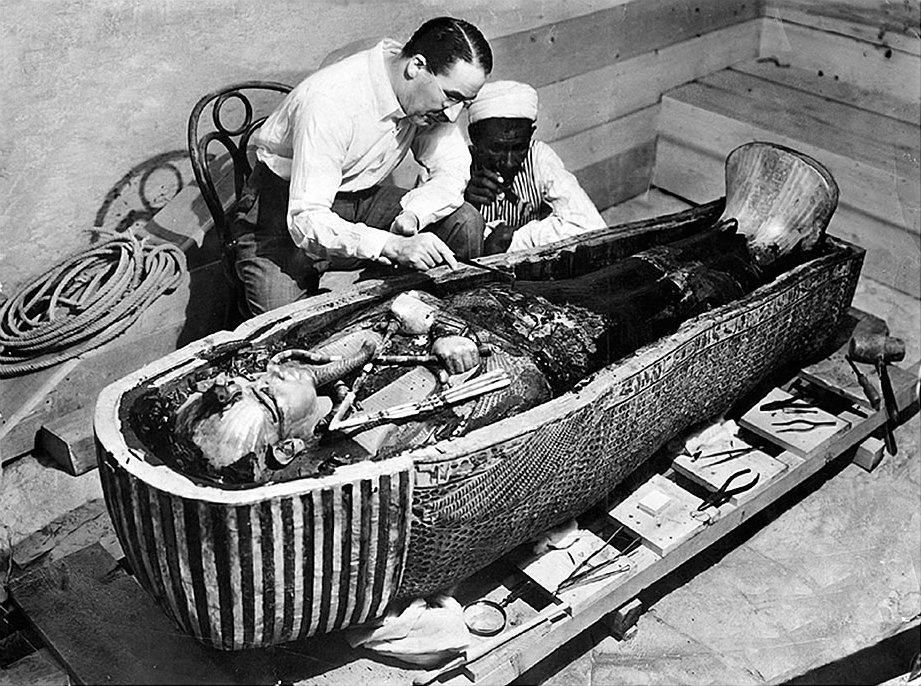
فتح هوارد كارتر ضريح مقبرة الملك توت عنخ آمون بالقرب من الأقصر مصر 1922.

## أعلام

### قادة دول
| - رئيس الوزراء جيمس سكولين (أستراليا). - رئيس الوزراء ستانلي بروس (أستراليا). - رئيس الوزراء بيلي هيوز (أستراليا). - رئيس الوزراء ويليام كينج (كندا). - رئيس الوزراء آرثر ميين (كندا). - الرئيس سون يات سين (جمهورية الصين). - الرئيس شيانج كاي شيك (جمهورية الصين). - الرئيس توماس ماساريك (تشيكوسلوفاكيا). - الرئيس ألكسندر ميلران (فرنسا). - الرئيس غاستون دومرغ (فرنسا). - الرئيس فريدريش إيبرت (ألمانيا). - الرئيس بول هيرتش (ألمانيا). - الرئيس باول فون هيندنبورغ (ألمانيا). - الوصي ميكلوش هورتي (المجر) - الشاه أحمد مرزا (فارس). - الشاه رضا بهلوي (فارس). - الرئيس إيمون دي فاليرا (أيرلندا). - الرئيس ويليام كوسجريف (الدولة الأيرلندية الحرة). - الملك فيكتور عمانويل الثالث (إيطاليا) - رئيس الوزراء بينيتو موسوليني (إيطاليا) - الإمبراطور هيروهيتو (اليابان) - الرئيس ألفارو أوبريغون (المكسيك). | - الرئيس بلوتاركو إلياس كاليس (المكسيك). - الرئيس إميليو أولياء جيل (المكسيك). - الرئيس يوزف بيوسودسكي (بولندا). - الملك ألفونسو الثالث عشر (إسبانيا). - رئيس الوزراء بريمو دي ريفيرا (إسبانيا). - الرئيس مصطفى كمال أتاتورك (تركيا). - الزعيم فلاديمير لينين (روسيا) لاحقا الاتحاد السوفيتي. - سكرتير العام للحزب الشيوعي جوزيف ستالين (الاتحاد السوفيتي). - الملك جورج الخامس (المملكة المتحدة). - رئيس الوزراء ديفيد لويد جورج (المملكة المتحدة). - رئيس الوزراء أندرو بونار لو (المملكة المتحدة). - رئيس الوزراء ستانلي بلدوين (المملكة المتحدة). - رئيس الوزراء رامزي ماكدونالد (المملكة المتحدة). - الرئيس وودرو ويلسون (الولايات المتحدة). - الرئيس وارن جي. هاردينغ (الولايات المتحدة). - الرئيس كالفين كوليدج (الولايات المتحدة). - الرئيس هربرت هوفر (الولايات المتحدة). - الملك هيلا سيلاسي (إثيوبيا). - رئيس الوزراء جيمس هيرتزوغ (اتحاد جنوب أفريقيا). - الرئيس واشنطن دي سوزا (البرازيل). - الرئيس هيبوليتو يريغوين (الإرجنتين). - البابا بيوس الحادي عشر (الفاتيكان). |

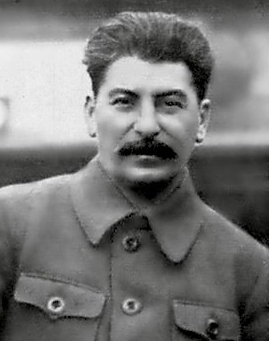
جوزيف ستالين
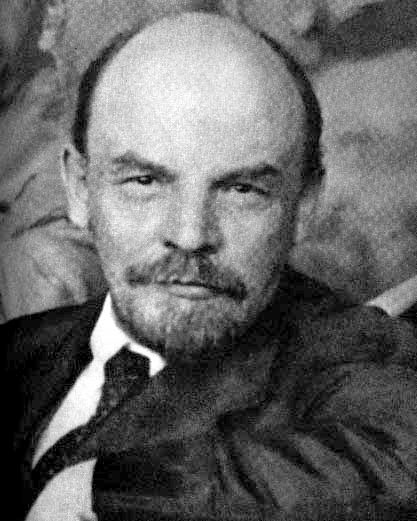
فلاديمير لينين
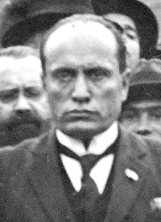
بينيتو موسوليني
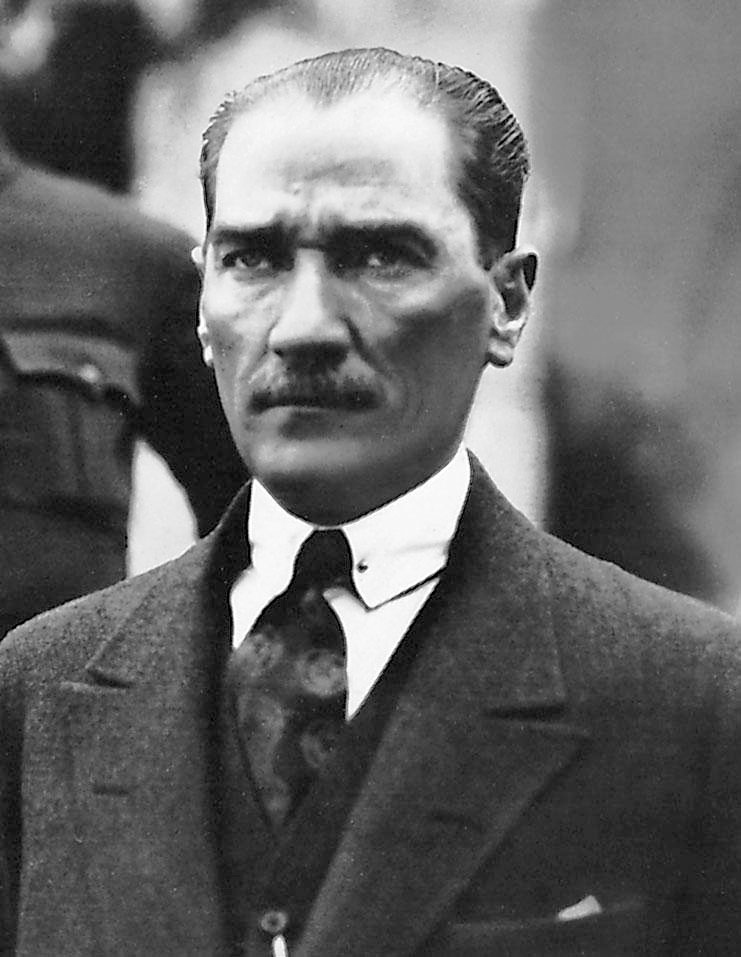
مصطفى كمال أتاتورك
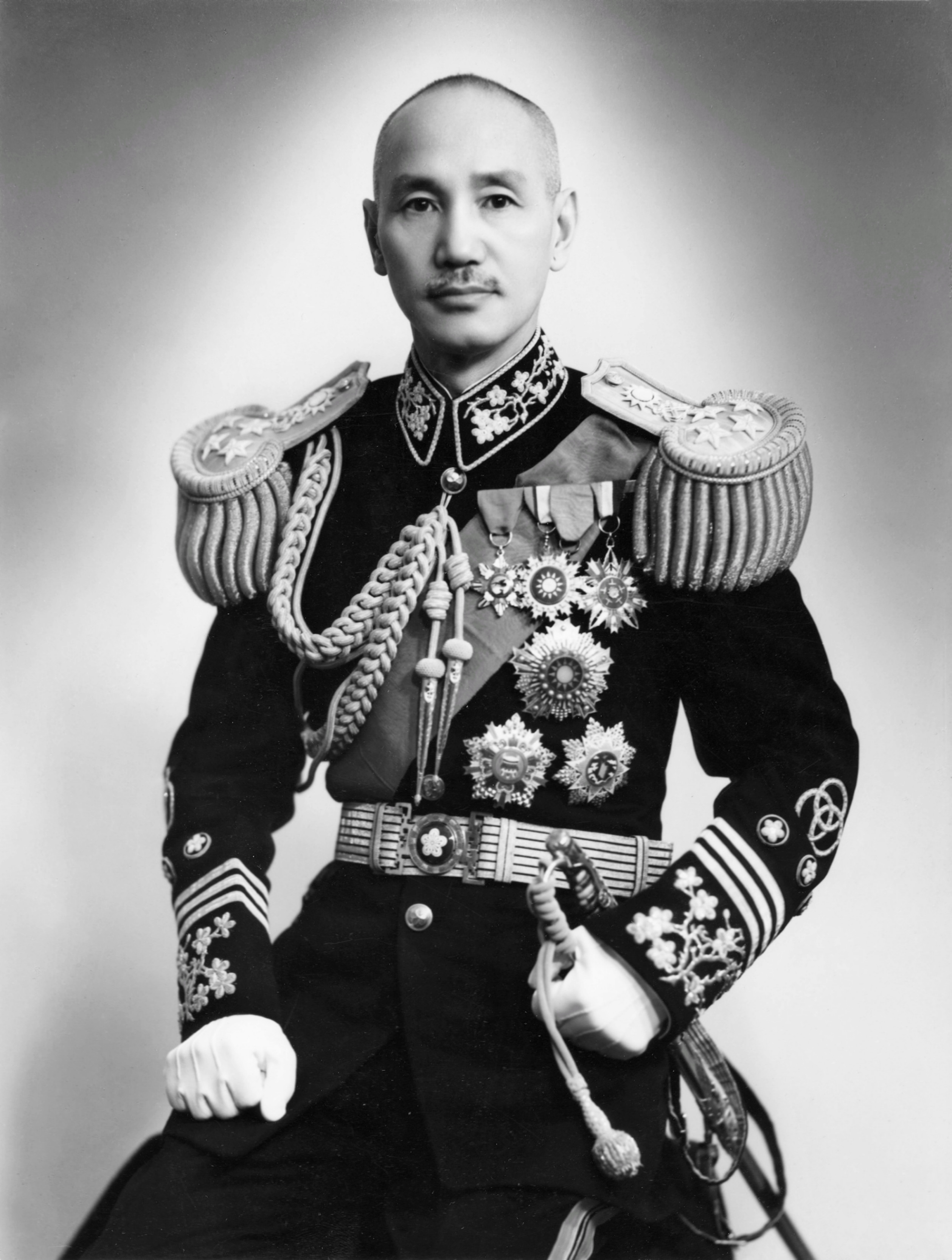
شيانج كاي شيك
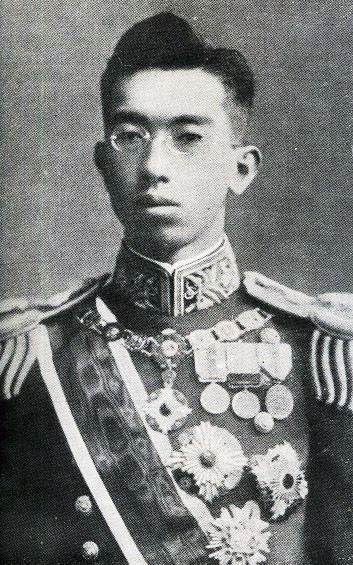
هيروهيتو
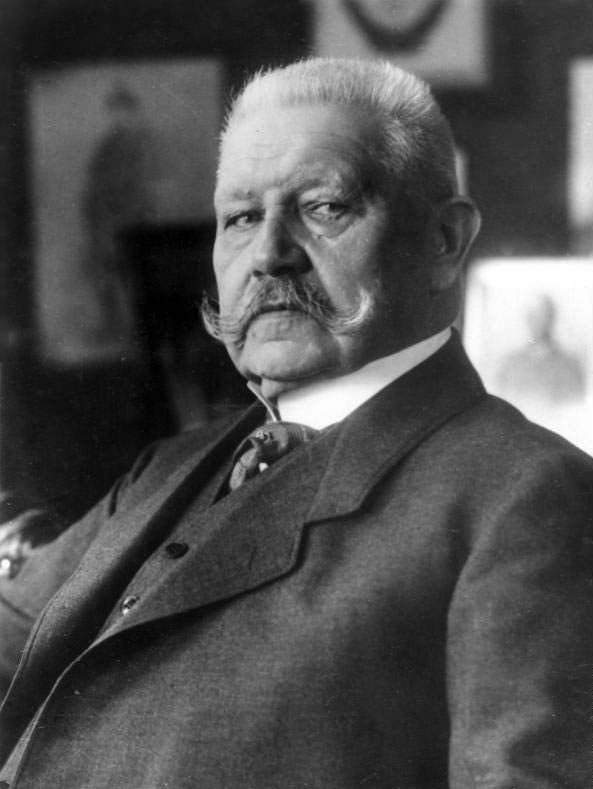
باول فون هيندنبورغ
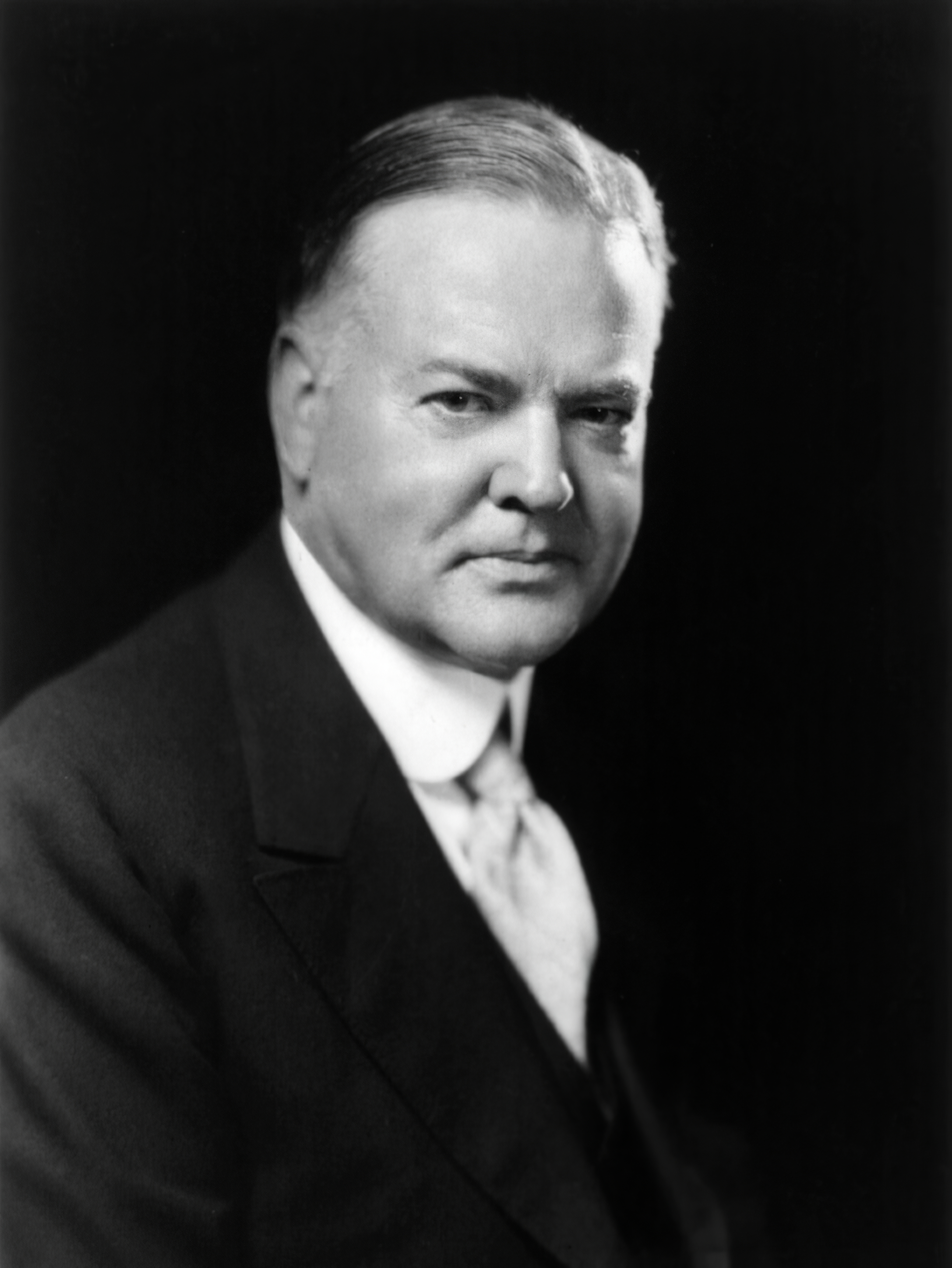
هربرت هوفر
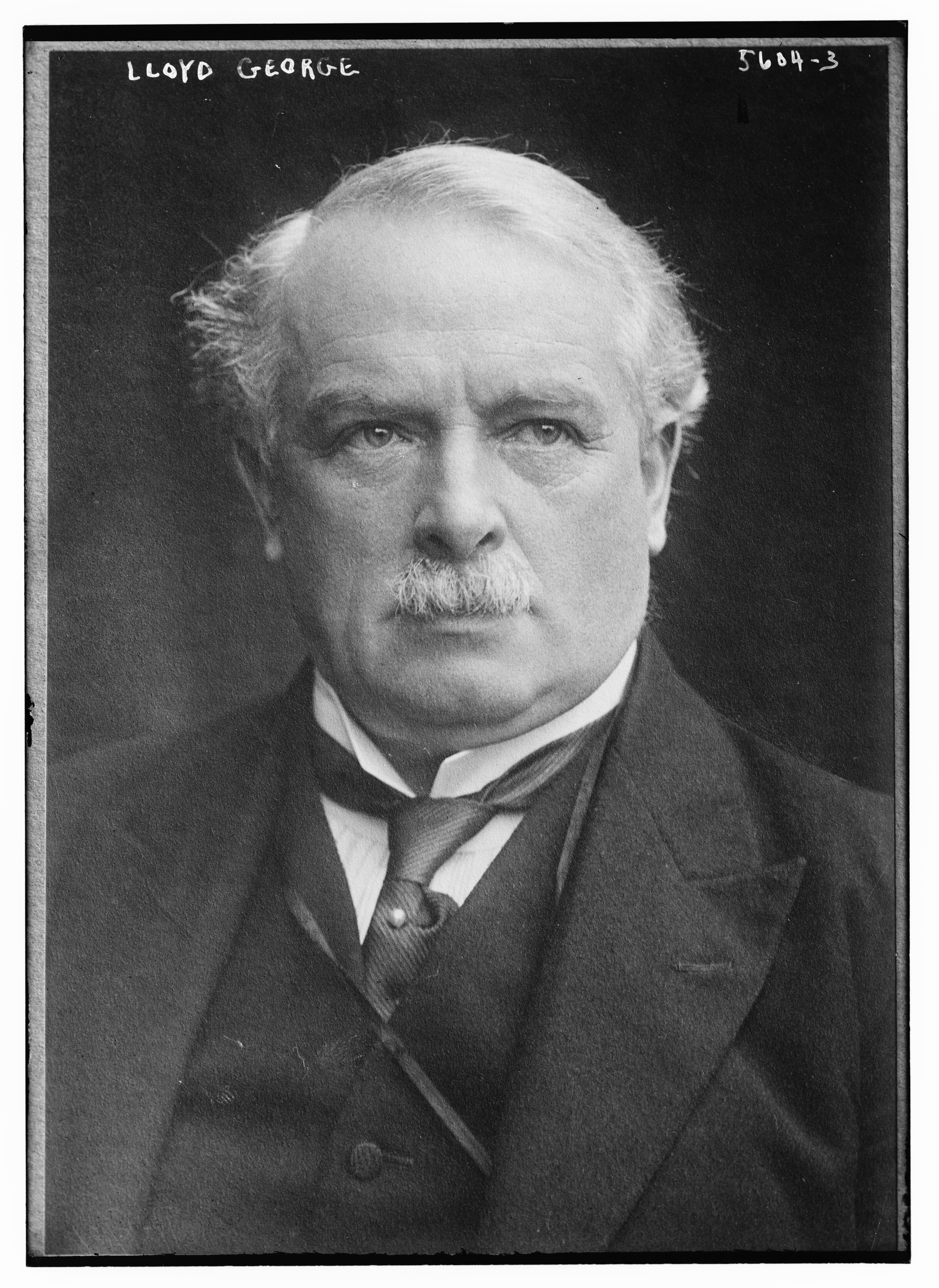
ديفيد لويد جورج